# 圣皮埃尔达尔让松
圣皮埃尔达尔让松（法語：Saint-Pierre-d'Argençon，法語發音：[sɛ̃ pjɛʁ daʁʒɑ̃sɔ̃]）是法国上阿尔卑斯省的一个市镇，位于该省中部偏北，属于加普区。

## 地理
圣皮埃尔达尔让松（44°31'12"N, 5°41'54"E）面积18.81 平方千米，位于法国普罗旺斯-阿尔卑斯-蓝色海岸大区上阿尔卑斯省，该省份为法国东南部内陆省份，北起萨瓦省，西北接伊泽尔省，西南接德龙省，南至上普罗旺斯阿尔卑斯省，东北部与意大利接壤。
与圣皮埃尔达尔让松接壤的市镇（或旧市镇、城区）包括：阿斯普勒蒙、比埃什河畔阿斯普尔、拉博姆、拉福里、拉皮亚尔、拉巴蒂德丰。

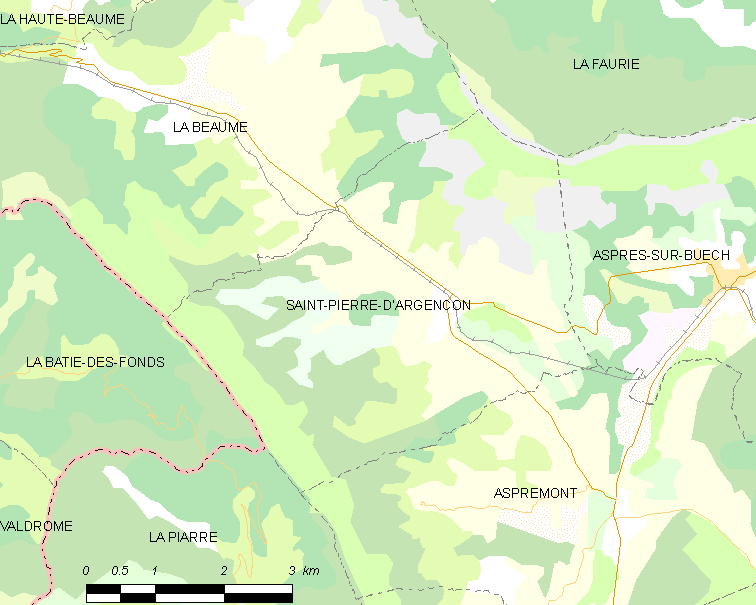
圣皮埃尔达尔让松的OSM定位图

圣皮埃尔达尔让松的时区为UTC+01:00、UTC+02:00（夏令时）。

## 行政
圣皮埃尔达尔让松的邮政编码为05140，INSEE市镇编码为05154。

## 政治
圣皮埃尔达尔让松所属的省级选区为塞尔县。

## 人口

1962-2008年间圣皮埃尔达尔让松人口变化图示

圣皮埃尔达尔让松于2022年1月1日时的人口数量为154人。